# Введенская волость (Чухломский уезд)
Введенская волость — низшая административно-территориальная единица в составе Чухломского уезда Костромской губернии Российской империи и СССР, существовавшая в 1727—1929 годах.
Волостной центр — д. Петровская. Ныне территория волости в  Чухломском и Судайском районах Костромской области России.

## История
14 января 1929 года Костромская губерния и все её уезды были упразднены, большая часть Чухломского уезда вошла в состав Костромского округа Ивановской Промышленной области.

## Состав волости
По данным на 1907 год в состав волости входили нижеследующие населённые пункты.
Алешково д., Андреевское с-цо рч. Ножега, Асорьино д. рч. Ножега, Бариново д. рч. Вига, Введенское с., ш., б. пч. отд. рч. Вига, Венгино д. рч. Ножега, Власово д., Воронино д. рч. Ножега, Гладково д., Головинское д. рч. Шигорка, Гольгино д., Гольцово д. рч. Вига, Горлово д., Григорово д., Гущино д. рч. Вига, Давыдовское усадьба, Еляково д., Емельянково д. рч. Вига, Ермолино д. рч. Ножега, Есипово д. рч. Вига, Зикиево (ныне Зикеево) д. рч. Вига, Игнатово д., Ильинское, (что в Вед. Пустыни) с., ш., Климово усадьба, Княжево д., Коровье Большая д., Коровье Маленькая д., Костино д., Круглыш д., Крусаново ус. рч. Широковка, Левино д., Лукушино д. рч. Вига, Лучкино д., Ляпуново д., Макарово д., Мальцево д., Марфино д. рч. Вига, Матенино д., Митиково д. рч. Ножега, Назарово д. рч. Шигорка, Никола-Дорокь пог., ш. рч. Ножега, Одинцово д. рч. Ножега, Озерки с., ш., Папулино д. рч. Ножега, Пахтино д., Петровская  д., Погорелово д. рч. Вига, Поповское д., Патапово д. рч. Ножега, Починок д., Привалкино д. рч. Вига, Родионово д., Романовское д. рч. Пенка, Рыково д. рч. Вига, Савино д. на рч. Вига, Санцилово д., Сковородино д. на рч. Пенка, Слуда д. на рч. Вига, Созоново д. на рч. Доровица, Соколово д., Стан д. на рч. Ножега, Сухарево д. на рч. Вига, Таракунино д. на рч. Ножега, Трясево д. на рч. Пенка, Фирюково д., Харлово д., Хорошево д., Шишкино усадьба на рч. Широковка, Щелепнево д. на рч. Вига, Юшино усадьба, мыза.